# Atomosia metallescens
Atomosia metallescens là một loài ruồi trong họ Asilidae. Atomosia metallescens được Hermann miêu tả năm 1912. Loài này phân bố ở vùng Tân nhiệt đới.